# Bourdons-sur-Rognon
Bourdons-sur-Rognon är en kommun i departementet Haute-Marne i regionen Grand Est (tidigare regionen Champagne-Ardenne) i nordöstra Frankrike. Kommunen ligger i kantonen Andelot-Blancheville som tillhör arrondissementet Chaumont. År 2022 hade Bourdons-sur-Rognon 293 invånare.

## Befolkningsutveckling
Antalet invånare i kommunen Bourdons-sur-Rognon
| Referens: INSEE |